# Alcohol y sexo
El alcohol y el sexo está relacionado con los efectos que el consumo de alcohol provoca en el comportamiento sexual. Los efectos del alcohol se equilibran entre sus efectos supresores sobre la fisiología sexual, lo que disminuirá la actividad sexual, y su supresión de las inhibiciones psicológicas, lo que puede aumentar el deseo sexual.
El alcohol es un depresor. Después del consumo, éste hace que los sistemas del cuerpo se desaceleren. A menudo, los sentimientos de embriaguez están asociados con la alegría y la felicidad, pero pueden surgir otros sentimientos de ira o depresión. El equilibrio, el juicio y la coordinación también se ven afectados negativamente. Uno de los efectos secundarios más significativos a corto plazo del alcohol es la baja inhibición. La reducción de inhibiciones puede conducir a un aumento en el comportamiento sexual.

## En el hombre
Los comportamientos sexuales en el hombre pueden verse afectados dramáticamente por el alcohol. Tanto el consumo crónico como el consumo agudo de alcohol han demostrado en su mayoría que inhiben la producción de testosterona. Se cree que esto es causado por el metabolismo del alcohol que reduce la relación NAD+/NADH tanto en el hígado como en los testículos. Ya que la síntesis de testosterona requiere NAD+, esto tiende a reducir la producción de testosterona.
Como la testosterona es crítica para la libido y la excitación física, el alcohol tiende a tener efectos nocivos sobre el rendimiento sexual masculino. Se han realizado estudios que indican que los niveles crecientes de intoxicación por alcohol producen una degradación significativa en la eficacia masturbatoria masculina. Dichos estudios se realizaron con un control de alcoholemia y evaluando la latencia de la eyaculación. La intoxicación por alcohol puede disminuir la excitación sexual, disminuir el placer y la intensidad del orgasmo, y aumentar la dificultad para alcanzar el orgasmo.

## En la mujer
Algunas mujeres informan que el alcohol aumenta la excitación sexual y el deseo. Sin embargo, estudios muestran que el alcohol disminuye los signos fisiológicos de la excitación. Un estudio de 2016 encontró que el alcohol afectó negativamente la experiencia sexual tanto en hombres como en mujeres. Los estudios han demostrado que el consumo agudo de alcohol tiende a causar niveles elevados de testosterona y estradiol. Dado que la testosterona controla en parte la fuerza de la libido en las mujeres, esto podría ser una causa fisiológica para un mayor interés en el sexo. Además, como las mujeres tienen un mayor porcentaje de grasa corporal y menos agua en sus cuerpos, el alcohol puede tener un impacto más rápido y más severo. Los cuerpos de las mujeres tardan más en procesar el alcohol; más precisamente, el cuerpo de una mujer a menudo demora un tercio más en eliminar la sustancia.
El comportamiento sexual en mujeres bajo la influencia del alcohol también es diferente al de los hombres. Los estudios han demostrado que un nivel elevado de alcohol en la sangre se asocia con latencias orgásmicas más largas y una menor intensidad del orgasmo. Algunas mujeres reportan una mayor excitación sexual con un mayor consumo de alcohol, así como una mayor sensación de placer durante el orgasmo. Debido a que la respuesta eyaculatoria es visual y se puede medir más fácilmente en los hombres, la respuesta orgásmica debe medirse más íntimamente. En estudios sobre el orgasmo femenino bajo la influencia del alcohol, las latencias orgásmicas se midieron utilizando un fotopletismógrafo vaginal, que mide esencialmente el volumen de sangre vaginal.
Psicológicamente, el alcohol también ha desempeñado un papel importante en el comportamiento sexual. Se ha informado que las mujeres que estaban alcoholizadas creían que estaban más excitadas sexualmente antes de consumir alcohol. Este efecto psicológico contrasta con los efectos fisiológicos medidos, pero se refiere a la pérdida de inhibiciones debido al alcohol. A menudo, el alcohol puede influir en la capacidad de una mujer para sentirse más relajada y, a su vez, ganar más excitación. El alcohol puede ser considerado por algunas mujeres como un desinhibidor sexual.

## Drogas facilitadoras de agresión sexual
Es una agresión sexual que se lleva a cabo después de que la víctima se ha incapacitado debido al consumo de alcohol u otras drogas. Los investigadores dicen que, a diferencia de otros tipos de violación, la agresión sexual facilitada por drogas no es un delito de violencia física: es un delito de hedonismo sexual. El método más común consiste en aquellos donde una víctima ingirió drogas voluntariamente con fines recreativos, o se les administró de forma subrepticia.

## Conducta sexual riesgosa
La intoxicación por alcohol se asocia con un mayor riesgo a que las personas se involucren en conductas sexuales de riesgo, como las relaciones sexuales sin protección. No está claro si los dos están vinculados o si las personas que beben grandes cantidades de alcohol son más tolerantes con los riesgos. El alcohol está vinculado a una gran proporción de resultados no deseados asociados con el sexo, como la violación, el embarazo no deseado y enfermedades de transmisión sexual.